# Riichiro Inagaki
Riichiro Inagaki (稲垣 理一郎, Inagaki Riichirō, Tóquio, 20 de junho de 1976), é um mangaká, mais conhecido pela obra Eyeshield 21 em colaboração com o ilustrador de mangás Yusuke Murata.

## Carreira
Começou na produção de desenhos animados e filmes, e também trabalhou como assistente de animação. Em 2001, ganhou o 7º "Story King" da Weekly Shonen Jump. Em 2006, foi escolhido para participar ao lado de Eiichiro Oda e Akira Toriyama do comitê do Tezuka Award. Para o lançamento do anime de Eyeshield 21 ele criou, o Kome Studio, uma empresa de gestão de direitos autorais para assegurar o direito dos criadores originais de mangás.

## Obras
- Nandodemo Roku Gatsu Jū San Hi (2001, publicado pela Big Comic Spirits)
- Square Freeze (2001, publicado pela Big Comic Spirits)
- Love Love Santa (2002, publicado pela Big Comic Spirits)
- Eyeshield 21 (one-shot, junto de Yusuke Murata; 2002, publicado pela Weekly Shōnen Jump)
- Eyeshield 21 (junto de Yusuke Murata; 2002-2009, publicado pela Weekly Shōnen Jump)
- Kiba&Kiba (junto de Bonjae; 2010, publicado pela Weekly Shōnen Jump)[7]
- Shinpai Kato No Face (junto de Katsunori Matsui; 2011, publicado pela Weekly Young Jump)[8]
- Dr.Stone (junto de Boichi -ilustrador-, publicado desde 2016 pela Weekly Shōnen Jump)